# Oddział Leczenia Zaburzeń Nerwicowych w Komorowie

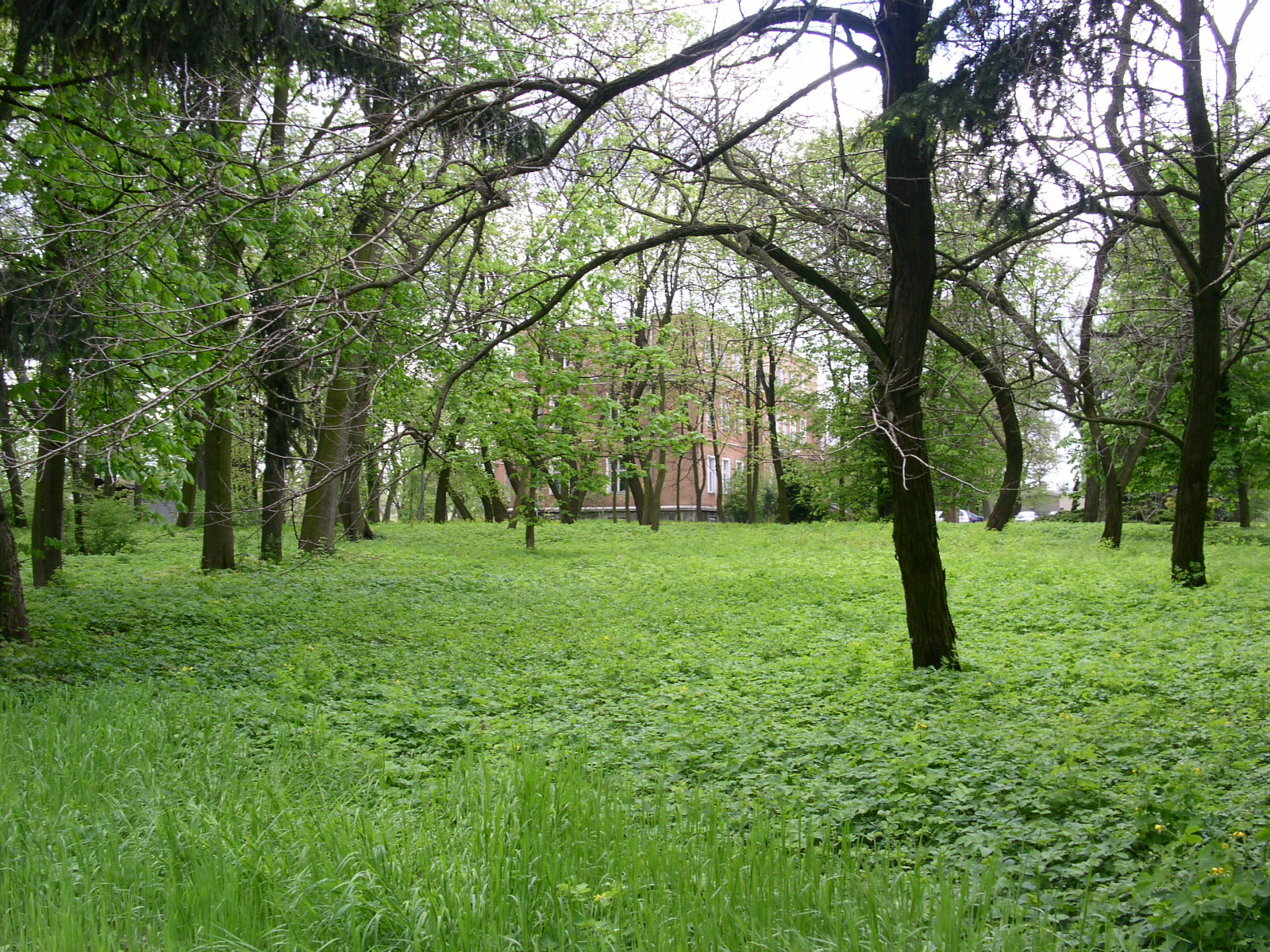
Zabytkowy park i pawilon Oddziału Leczenia Zaburzeń Nerwicowych

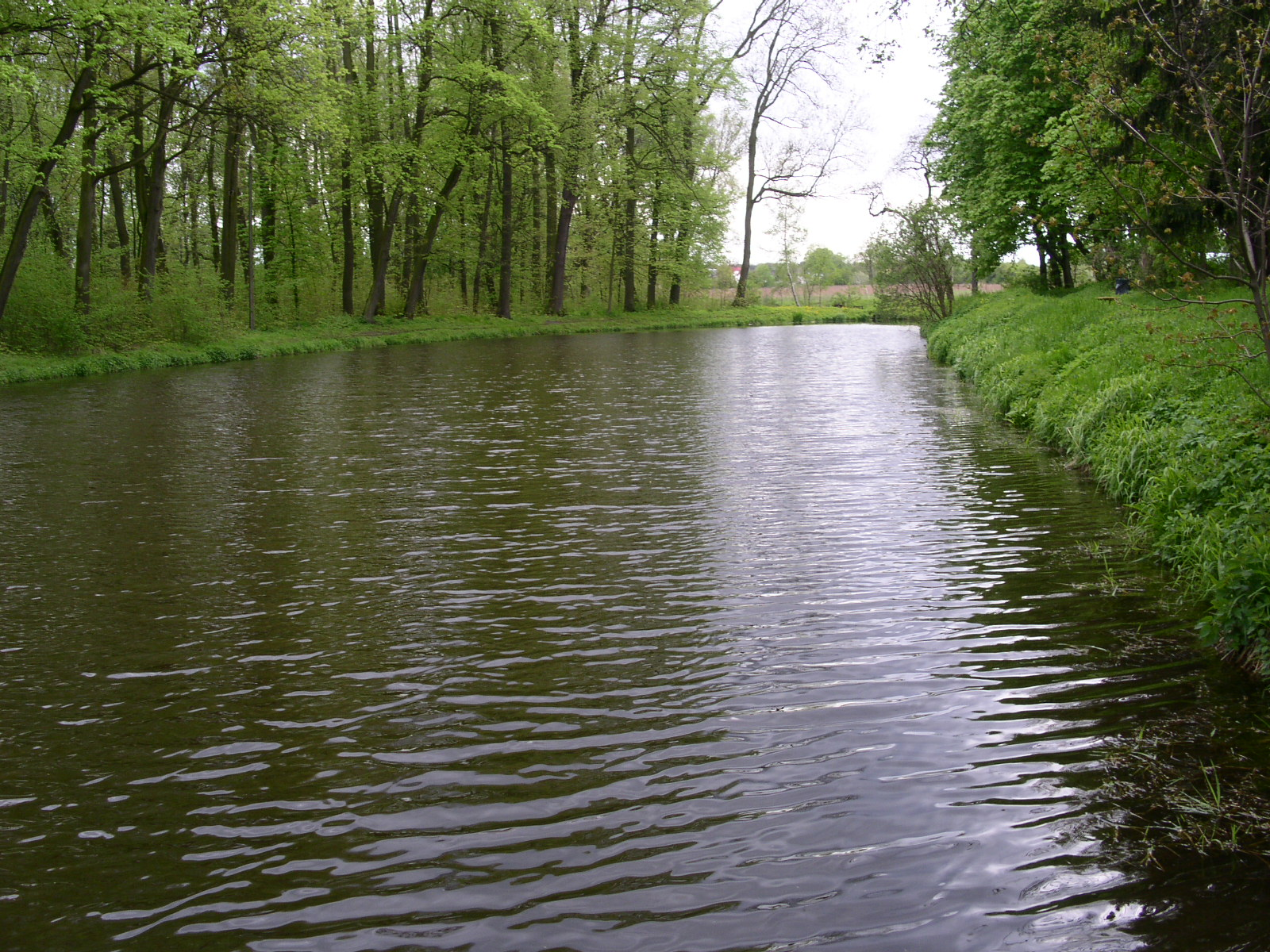
Jezioro w zabytkowym parku

Oddział Leczenia Zaburzeń Nerwicowych (OLZN) w Komorowie – nieistniejący już ośrodek terapeutyczny o charakterze sanatoryjnym w Komorowie nieopodal Warszawy. Istniał w latach 1912–2015. 

## Historia
Ośrodek został zlokalizowany w zabytkowym, prawie 14-hektarowym kompleksie pałacowo-parkowym nad rzeką Utratą w Komorowie koło Warszawy. Teren ten był zabudowywany od początku XIX wieku. W roku 1912, psychiatrzy z pobliskiego Szpitala Tworkowskiego - dr Knopf i dr Kopczyński - założyli spółkę komandytową i utworzyli ośrodek terapeutyczny o charakterze sanatoryjnym, jeden z pierwszych tego typu w Polsce. Ośrodek miał m.in. pomagać pacjentom wypisywanym ze Szpitala Tworkowskiego w ich dalszej rehabilitacji. Wiązało się to również z okresem powstawania modnych, podwarszawskich osiedli (miast-ogrodów), jak Podkowa Leśna, spełniających w założeniu także funkcje prozdrowotne. 
W latach 60. XX wieku dokonano modernizacji głównego budynku ośrodka, likwidując jednak równocześnie jego ozdobny charakter, m.in. likwidując mansardowy dach i narożną, "myśliwską" wieżę.  
W latach 70. XX wieku utworzono klub muzyczny (jazzowy) w podziemiach, a w pracach dekoratorskich uczestniczyli studenci amerykańscy, co wiązało się z otwarciem Polski na Zachód. Ośrodek w tym czasie specjalizował się w pomocy środowiskom twórczym, m.in. oferował turnusy terapeutyczne dla dziennikarzy. Była to jedna z pierwszych prób stworzenia ośrodka leczniczego reagującego na wyzwania stylu życia.  
W OLZN pracowało wielu znanych psychiatrów i psychoterapeutów, w tym Grażyna Malatyńska (zm. 2002) i Andrzej Rogiewicz (zm. 2008). W okresie kierowania przez nich ośrodkiem był on samodzielną jednostką. 
OLZN był następnie włączany kolejno w struktury Szpitala Nowowiejskiego i w 2008 do Szpitala Tworkowskiego. 
W roku 2015, po 103 latach istnienia, Szpital Tworkowski zamknął OLZN w Komorowie.  
Od roku 2015 ośrodek pozostaje pustostanem.

## Położenie
OLZN był położony w strefie chronionego krajobrazu doliny Utraty. Teren OLZN obejmował las, rozlewiska i starorzecza, zabytkowy park i przebudowany w latach sześćdziesiątych XX wieku główny pawilon. Teren parku jest zarejestrowany i chroniony jako zabytek.  

## Działalność terapeutyczna
OLZN w Komorowie był największym do roku 2015 polskim ośrodkiem stacjonarnej psychoterapii, oferującym 60 całodobowych miejsc leczenia, tj. ok. 1/6 wszystkich miejsc tego typu w Polsce. Pomoc udzielana była głównie w formie psychoterapii grupowej, łączącej techniki różnych kierunków psychoterapii, zwykle w postaci ośmio- lub dwunastotygodniowych turnusów, a w przypadku leczenia zaburzeń osobowości - półrocznych.
Ośrodek wyspecjalizował się zwłaszcza w leczeniu reaktywnych zaburzeń depresyjnych, tworząc własny model oddziaływań, z przewagą podejścia humanistycznego, otwartym dialogiem z klientami, farmakoterapią depresji, intensywną arteterapią, fizjoterapią i z uwzględnieniem walorów sanatoryjnego położenia Komorowa.